# Bernhard Alexander Gottfried von Schmettau
Bernhard Alexander Gottfried Graf von Schmettau (* 5. Mai 1748 in Pommerzig; † 26. März 1816) war ein preußischer Generalmajor.

## Leben

### Herkunft und Familie
Bernhard Alexander Gottfried war Angehöriger des schlesischen Adelsgeschlechts von Schmettau. Seine Eltern waren der preußische Staatsminister und Oberjägermeister sowie Erbherr auf Pommerzig Graf Gottfried Heinrich von Schmettau (1710–1762) und Franzeline Leopoldine Benjamine von Schönaich (1708–1794). Er vermählte sich 1784 mit Johanna Auguste Antoinette von Wulffen (1748–1826). Aus der Ehe gingen eine jung verstorbene Tochter Gräfin Franziska Bernhardine von Schmettau (1785–1786) und ein Sohn Graf Bernhard Philipp Gottfried von Schmettow (1787–1872), der sich 1814 mit Valeska Agnes Elisabeth von Wulffen (1798–1881) vermählte, hervor und Erbherr auf Schloss Brauchitschdorf wurde.
Mit Caroline Christiane von Storren (1769–1848) zeugte er den Sohn Carl Gottlieb von Schmettau (1792–1858). Storren war die Schwester des Wachtmeisters J. F. U. von Storren, der im gleichen Regiment wie Schmettau diente. 

### Werdegang
Schmettau begann seine Laufbahn in der preußischen Armee als Estandartenjunker im Leibkürassierregiment (Nr. 3). Er avancierte 1763 zum Kornett und 1767 zum Leutnant. Als solcher machte er den Bayerischen Erbfolgekrieg mit. 1782 stieg er weiter auf zum Stabsrittmeister sowie 1786 zum Rittmeister und Kompaniechef. Seine Beförderung zum Major erfolgte 1792. Er nahm am Ersten Koalitionskrieg, insbesondere der Schlacht bei Kaiserslautern und den Gefechten bei Trippstadt, Schwalm sowie Hason, teil. 1794 avancierte Schmettau zum Eskadronchef und 1801 zum Oberstleutnant. Er wurde 1803 Kommandeur der Leibkürassiere und erhielt 1804 seine Beförderung zum Oberst. Er nahm am Vierten Koalitionskrieg teil und machte die Schlacht bei Jena und Auerstedt sowie die Kapitulation von Magdeburg mit. 1807 wurde Schmettau wie viele preußische Offiziere in Folge der Ereignisse auf halbes Gehalt gesetzt. Eine Untersuchung kam 1808 zu dem Ergebnis, dass ihm wegen der Niederlage und Kapitulation keine Vorwürfe zu machen sind. Schmettau wurde dann 1813 sein Abschied mit Pension bewilligt sowie 1815 der Charakter zum Generalmajor verliehen.
1804 hieß es über Schmettau: „Hat Dienst und Exerzierkenntnisse, ist ein akurater, rechtschaffener Mann und guter Wirt.“